# 東和薬品 (大阪府)
東和薬品株式会社（とうわやくひん、Towa Pharmaceutical Co., Ltd.）は、大阪府門真市に本社を置く日本のジェネリック医薬品専門の製薬会社である。循環器系に強く、直販を軸にしている。

## 沿革
- 1951年（昭和26年） - 東和薬品商会を創業。
- 1957年（昭和32年） - 東和薬品株式会社を設立。
- 1994年（平成6年） - 株式を店頭公開。
- 2004年（平成16年） - 東証2部上場。
- 2005年（平成17年） - 東証1部指定替え。
- 2007年（平成19年） - 山形県上山市の旧上山競馬場の一部跡地を取得。新工場を新設し2012年の操業目指して現工場を閉鎖する。
- 2012年（平成24年）4月 - 山形新工場稼働[1]。
- 2016年（平成28年）10月 - 医薬品ソフトカプセル製造事業の合弁会社(グリーンカプス製薬株式会社)設立[2]。
- 2018年（平成30年）10月 - TIS株式会社と合弁会社Tスクエアソリューションズ株式会社を設立。
- 2020年（令和2年）6月 - 国立循環器病研究センターと共同で、認知症予防につながる食品やサプリメントの開発に向け、植物由来の成分「タキシフォリン」の効果を調べる研究を開始[3]。

## 事業所
本社
大阪府門真市新橋町2-11
守口別館
大阪府守口市日吉町2-5-15
東京支社
東京都千代田区丸の内1-7-12 サピアタワー12階
大阪工場
大阪府門真市松生町3-8
岡山工場
岡山県勝田郡勝央町太平台34-2
山形工場
山形県上山市金瓶字湯坂山17-8
中央研究所
大阪府門真市一番町26-7
製剤研究所
大阪府門真市桑才新町32-8
京都分析科学センター
京都府京都市下京区中堂寺南町134 京都リサーチパーク KISTIC 202号室
健都ヘルスケア科学センター
大阪府吹田市岸部新町6番1号 国立循環器病研究センターC棟3階30602
尼崎リサーチセンター
兵庫県尼崎市道意町7-1-3 尼崎リサーチ・インキュベーションセンター3F
姫路リサーチセンター
兵庫県姫路市実法寺336-2

## CM出演者
- 黒柳徹子（2004年 - ）
- 南こうせつ（2014年11月 - ）
- 羽生結弦[4]（2021年10月4日 - ）

## 提供番組
現在
- 報道STATION（テレビ朝日 2010年（平成22年）4月から毎週月曜日に提供）
- 赤江珠緒 たまむすび（TBSラジオ 毎週木曜日のコーナー「東和薬品presents あしたの健康カフェ」に提供）

過去
- JNN報道特集→報道特集NEXT（TBS）
- 情報プレゼンター とくダネ!（フジテレビ）
- 徹子の部屋（テレビ朝日）
- サンデープロジェクト（テレビ朝日・朝日放送）
- 人生の楽園（テレビ朝日 2010年（平成22年）4月から2012年3月まで提供）
- 大改造!!劇的ビフォーアフター（朝日放送）
- ウェークアップ（読売テレビ）
- 火曜サプライズ（日本テレビ）
- 帯ドラマ劇場（テレビ朝日） - 「トットちゃん!」のみスポンサー、毎週水曜日提供

特番
- 大阪国際女子マラソン（関西テレビ）（2019年（平成31年）から30秒×2本）

## その他
- 大阪府立門真スポーツセンター（旧なみはやドーム） - 2015年10月より命名権を取得し、「東和薬品RACTABドーム」の名称となる。
- 「RACTAB」（ラクタブ） - 口腔内崩壊錠。硬度と崩壊性を両立し、2012年にグッドデザイン賞を受賞。